# 薛繪
薛繪，山西垣曲人，明朝政治人物。舉人出身。
永樂六年，戊子科山西鄉試中舉，后任武强縣知縣。